# Oktiabrskaja (Koltsevajalinjen)
Oktiabrskaja (ryska: Октябрьская), är en tunnelbanestation på Koltsevajalinjen (ringlinjen) i Moskvas tunnelbana. 
Stationen är formgiven i nyklassicistisk triumfatorisk empirstil av Leonid Poljakov, med två teman, Rysslands seger över Napoleon 1812 och Sovjetunionens seger i andra världskriget. Stationens konstruktion är en vanlig trevalvs pylonstation.

## Byten
På Oktiabrskaja kan man byta till stationen med samma namn på Kaluzjsko-Rizjskajalinjen.

## Galleri

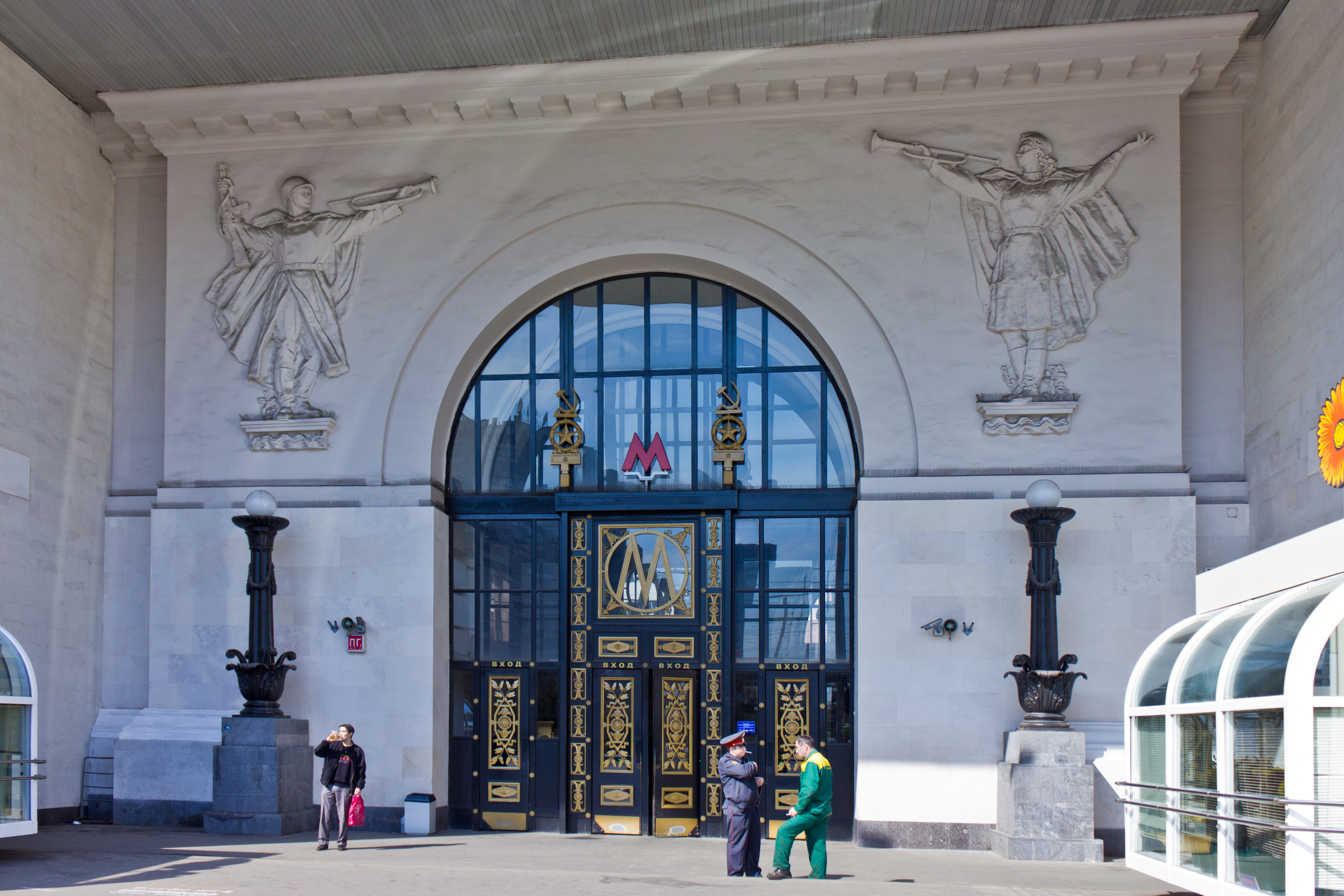
Ingång.